# Bubal (métro de Séoul)
Bubal (hangeul : 부발 ; hanja : 夫鉢) est une station de correspondance entre la ligne Gyeonggang du métro de Séoul et la ligne Jungbunaeryuk du réseau KTX. Elle est située au 87 Shina-ro, bourg Bubal-eup de la ville Gwangju-si, sur le territoire de la province Gyeonggi-do, au sud-est de Séoul, en Corée du Sud.
Ouverte comme station de métro en 2016, elle devient une station/gare de correspondance en 2022. Elle est desservie par les rames de la ligne Gyeonggang du métro et par les trains KTX de la ligne Jungbunaeryuk.

## Situation sur le réseau

Plan du réseau (2023)

La station, établie en surface Bubal est une station d'échanges entre le réseau du métro de Séoul et le réseau des trains à grande vitesse Korea Train Express (KTX) : 
sur la ligne Gyeonggang du métro, elle est située entre la station Icheon, en direction du terminus nord Pangyo, et la station Sejongdaewangneung en direction du terminus sud-est Yeoju ;
sur la ligne Jungbunaeryuk, une ligne de train à grande vitesse moyenne (HSR), elle est située entre la gare terminus nord Pangyo, et la gare Ami (ko) en direction du terminus sud gare Chungju (ko).

## Histoire
La station Bubal est mise en service le 24 septembre 2016, lors de l'ouverture à l'exploitation de la ligne Gyeonggang du réseau du métro de Séoul,.
Elle devient également une gare de la ligne Jungbunaeryuk, du réseau ferré national, mise en service le 31 décembre 2021, lors de l'ouverture à l'exploitation des 56,3 km de la section de Bubal à la gare de Chungju. Cette ligne dessert les extérieurs des deux quais centraux, laissant à la ligne du métro les voies du centre de la station.

## Services aux voyageurs

### Accès et accueil
Établie au 87 Shina-ro, bourg de Bubal-eup, elle dispose d'un seul accès. Elle est organisée avec deux quais centraux, encadrant les deux voies de la ligne du métro et les deux lignes extérieures étant utilisées par les Korea Train Express (KTX). Comme les autres stations elle est équipée d'une billetterie par automates pour les titres de transports.

Installations
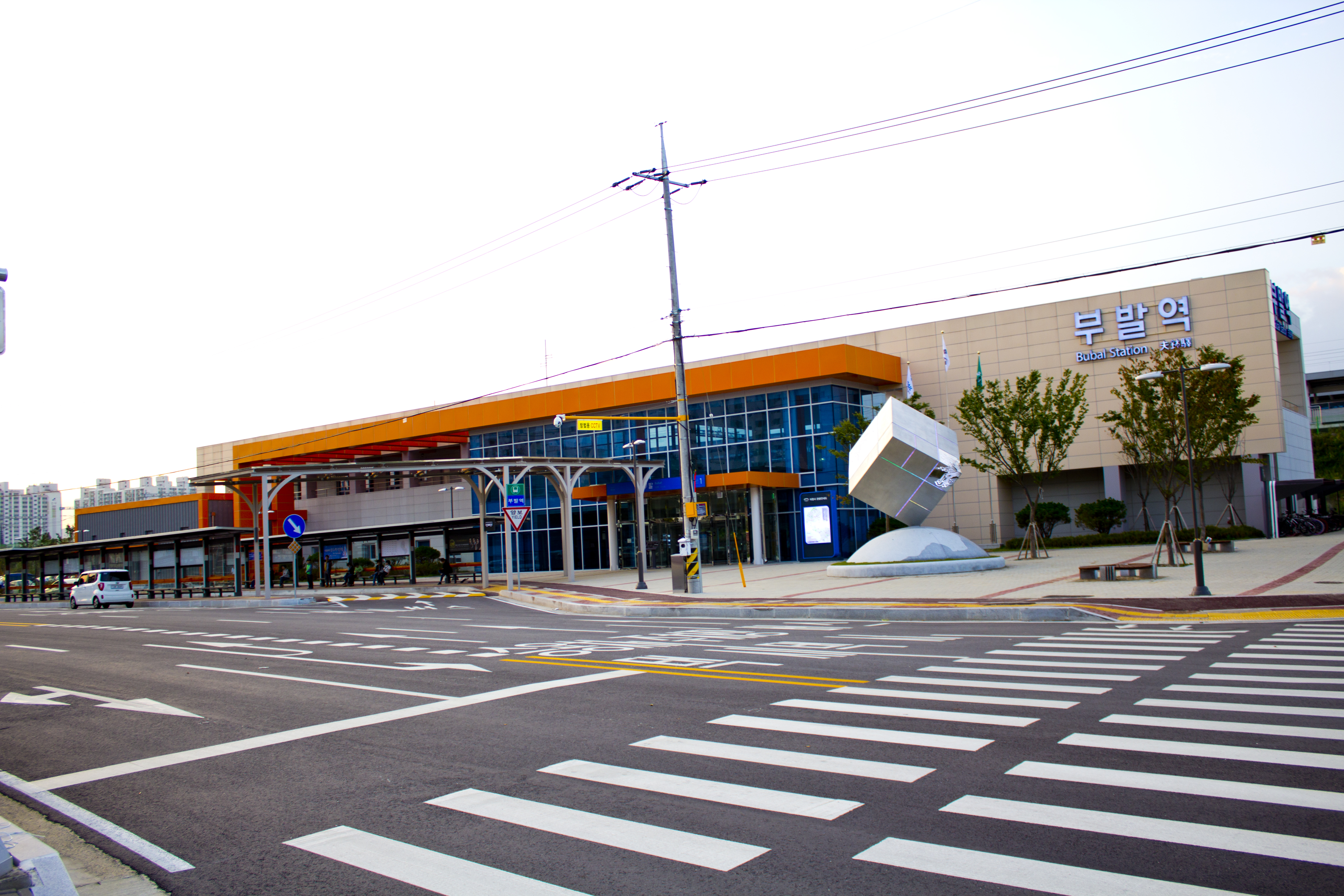
En 2016.
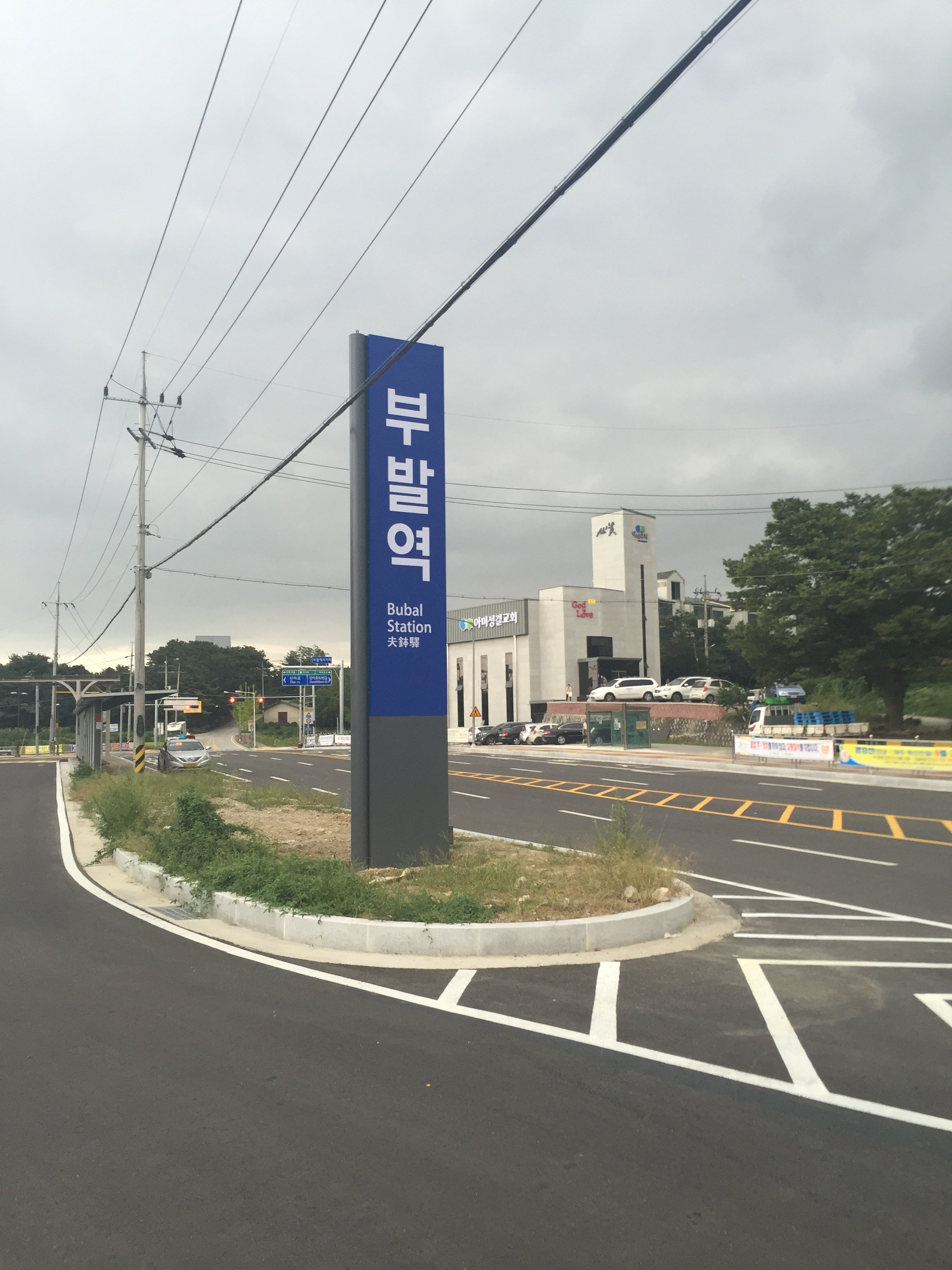
En 2016.
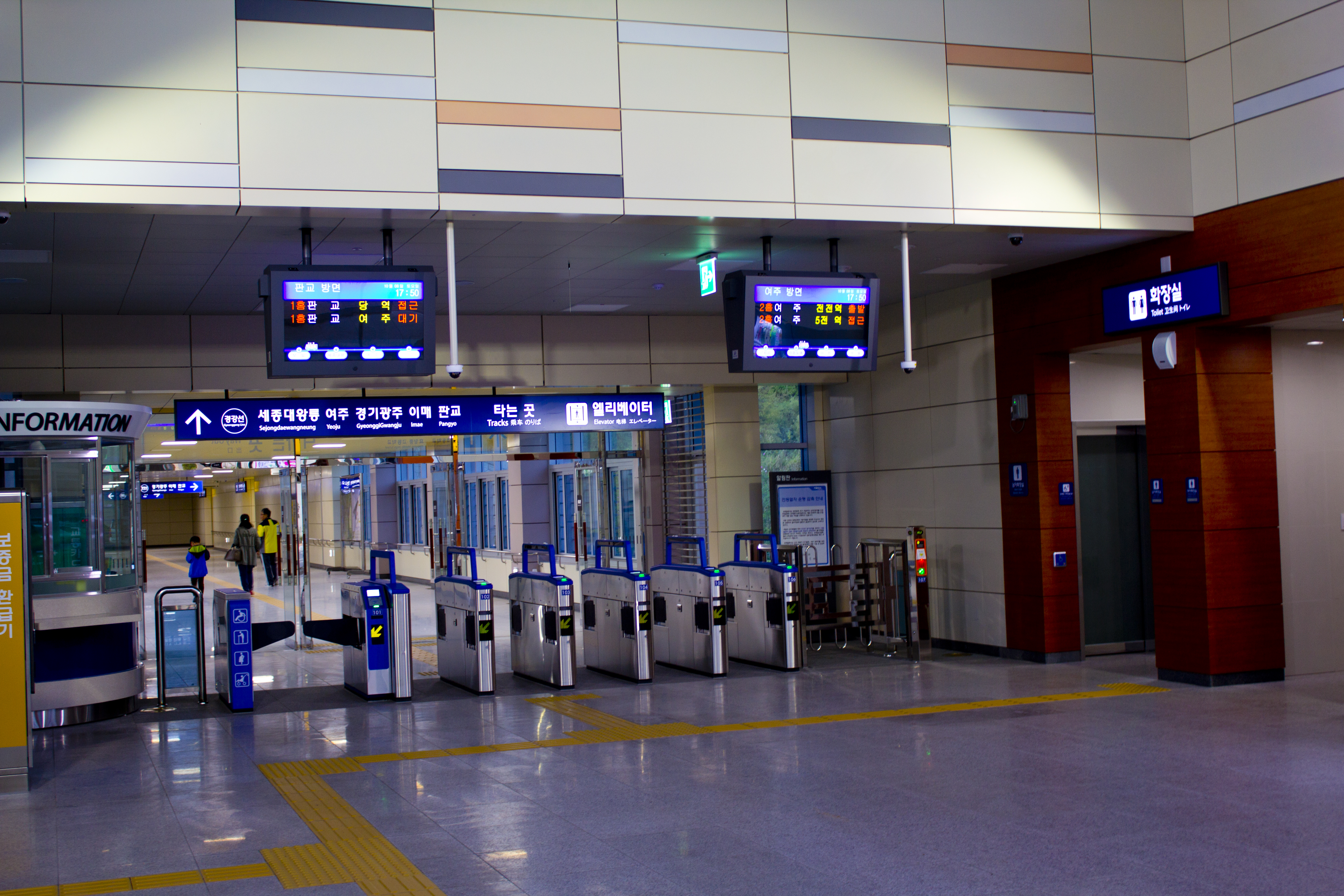
En 2016.

### Desserte
Buba est desservie par les rames omnibus qui circulent sur la ligne Gyeonggang (métro). Les deux quais sont équipés de portes palières.

### Intermodalité
Buba est également desservie par les trains Korea Train Express (KTX) qui circulent sur la ligne Jungbunaeryuk, entre Pangyo et la gare de Chungju.
Des arrêts de bus sont situés à proximité.